# Unterleinleiter

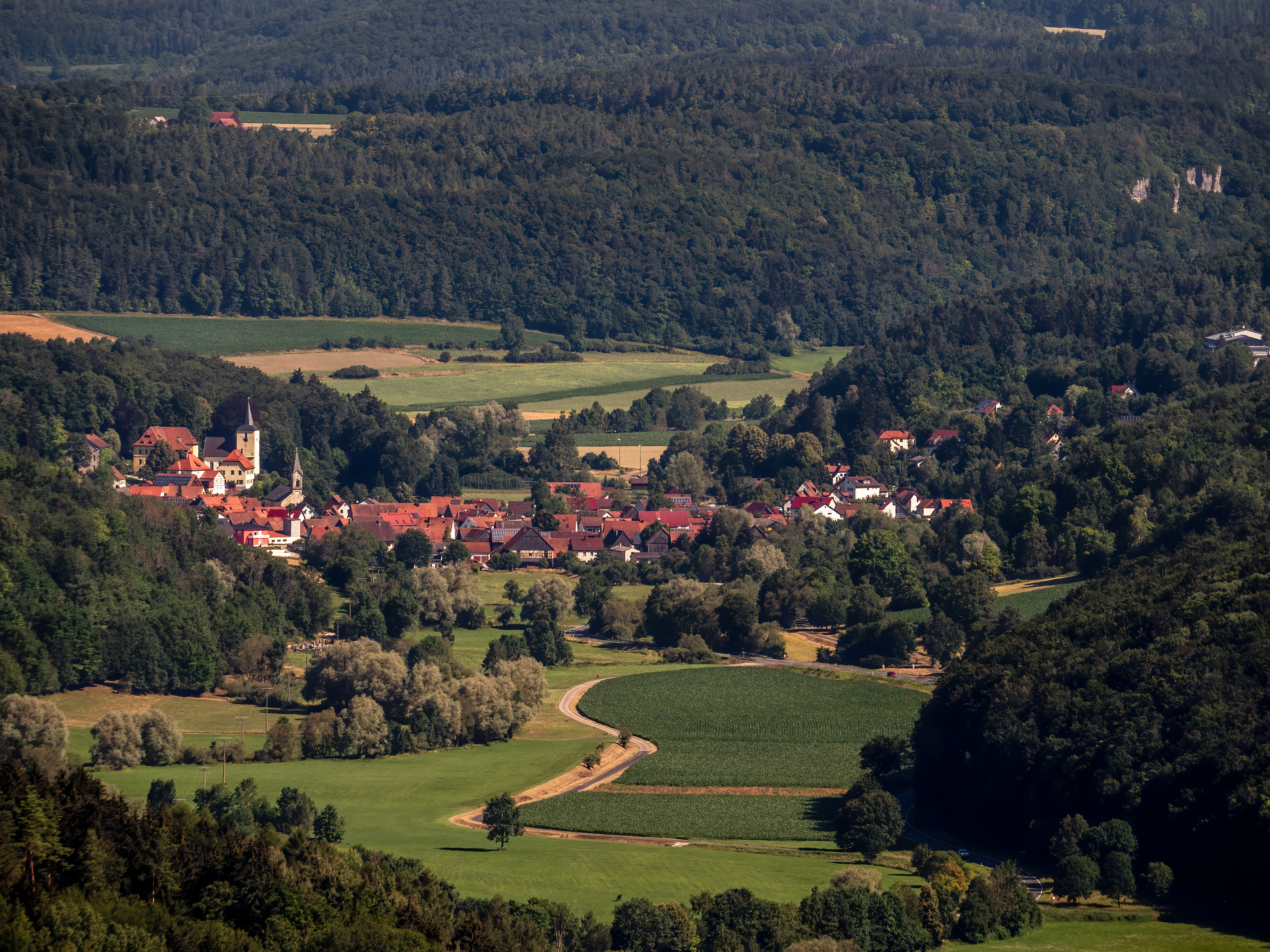
Luftaufnahme von Unterleinleiter

Unterleinleiter ist eine Gemeinde im Landkreis Forchheim (Regierungsbezirk Oberfranken) und ein Mitglied der Verwaltungsgemeinschaft Ebermannstadt.

## Geographie

### Lage
Die Gemeinde liegt in der westlichen Fränkischen Schweiz. Im Norden grenzt sie an Heiligenstadt in Oberfranken, im Osten an Wiesenttal, im Süden an Ebermannstadt und im Westen an Eggolsheim.
Der Ort Unterleinleiter liegt im Tal der Leinleiter. In diese mündet im Ort der aus Richtung Dürrbrunn kommende Dürrbach. Die Staatsstraße 2817 führt durch den Ort. Auf sie trifft die aus Dürrbrunn kommende Kreisstraße FO 9. Bis 1960 war Unterleinleiter über die mittlerweile abgebaute Bahnstrecke Ebermannstadt–Heiligenstadt an das deutsche Eisenbahnnetz angeschlossen.

### Gemeindegliederung
Die Gemeinde Unterleinleiter hat 2 Gemeindeteile (in Klammern ist der Siedlungstyp angegeben):
- Dürrbrunn (Dorf)
- Unterleinleiter (Pfarrdorf)

Es gibt die Gemarkungen Dürrbrunn und Unterleinleiter.

## Geschichte
Unterleinleiter war ein Rittergut. Die Herren „Motschiedler von Gerau“ wurden 1372 als erste Besitzer von „Leyreuther“ genannt. Im 16. Jahrhundert ging der Ort an die Herren von Stübig und an die Streitberg über. Das Gut fiel 1523 dem Bauernkrieg zum Opfer, wurde aber bald wieder aufgebaut.
Die von Streitberg saßen bereits im 14. Jahrhundert zu Leinleiter. Sie waren zunächst Schlossherren, ab 1530 auch Kirchenherrn. 1559 gelangten die streitbergischen Allodialbesitzungen an die Herrn von Dienheim, danach an die von Wechmar.
1690 ging fast das ganze Dorf in Flammen auf. Um 1700 saßen die Herren von Lüchau auf dem Rittergut. Ab 1757 erwarben es die Freiherren von Seckendorff durch Heirat. Damit lag die Ortschaft im Fränkischen Ritterkreis. Mit der Rheinbundakte 1806 kam der Ort zu Bayern. Die Rechte der von Seckendorff wurden immer durch das Hochstift Bamberg bestritten, große Teile des Gemeindegebietes fielen bereits 1803 mit der Säkularisation an Bayern. Im Zuge der Verwaltungsreformen in Bayern entstand mit dem Gemeindeedikt von 1818 die Gemeinde. 1952 gaben die Freiherren von Seckendorff ihr Schloss in Unterleinleiter auf. Unterleinleiter gehörte bis zur Gemeindegebietsreform zum Landkreis Ebermannstadt. Am 1. April 1971 wurde der Ort Dürrbrunn aus der aufgelösten gleichnamigen Gemeinde eingegliedert, 1972 ging der Landkreis im Landkreis Forchheim auf.

## Politik

### Bürgermeister
Erster Bürgermeister ist seit 2020 Alwin Gebhardt (DWV). Sein Vorgänger war seit 2014 Gerhard Riediger (NWG) und davor Gerhard Sendelbeck (FWG).

### Gemeinderat
Die Kommunalwahlen 2020 führten zu folgender Sitzverteilung im Gemeinderat:
- Freie Wählergemeinschaft: 5 Sitze
- Neue Wählergemeinschaft: 4 Sitze
- Demokratische Wählervereinigung: 3 Sitze

### Wappen
| | Blasonierung: „Unter grünem Wellenschildhaupt in Silber ein schlingenförmig gebogener und außen mit je vier Blättern besetzter roter Lindenzweig, unten belegt mit einem grünen Schild, darin eine silberne Sichel.“ |
| Wappenbegründung: In das Gemeindewappen von Unterleinleiter wurden Motive aus Wappen zweier Adelsfamilien übernommen, die für die Geschichte des Gemeindegebiets von großer Bedeutung waren. Die Sichel stammt aus dem Wappen der Herren von Streitberg, die im 15. und 16. Jahrhundert Besitzer des Rittergutes waren. Die Lindenschlinge ist das Wappensymbol der Freiherren von Seckendorff, die seit dem 18. Jahrhundert das Rittergut besaßen. Das Wellenschildhaupt stellt den namengebenden Fluss Leinleiter dar und weist zugleich auf den Ort Dürrbrunn, in dessen Nähe der Dürrbach entspringt. Die Farbe Grün symbolisiert die Lage des Ortes im Naturpark Fränkische Schweiz / Veldensteiner Forst. Die Gemeinde Unterleinleiter führt das Wappen seit 1985. | |

## Bauwerke

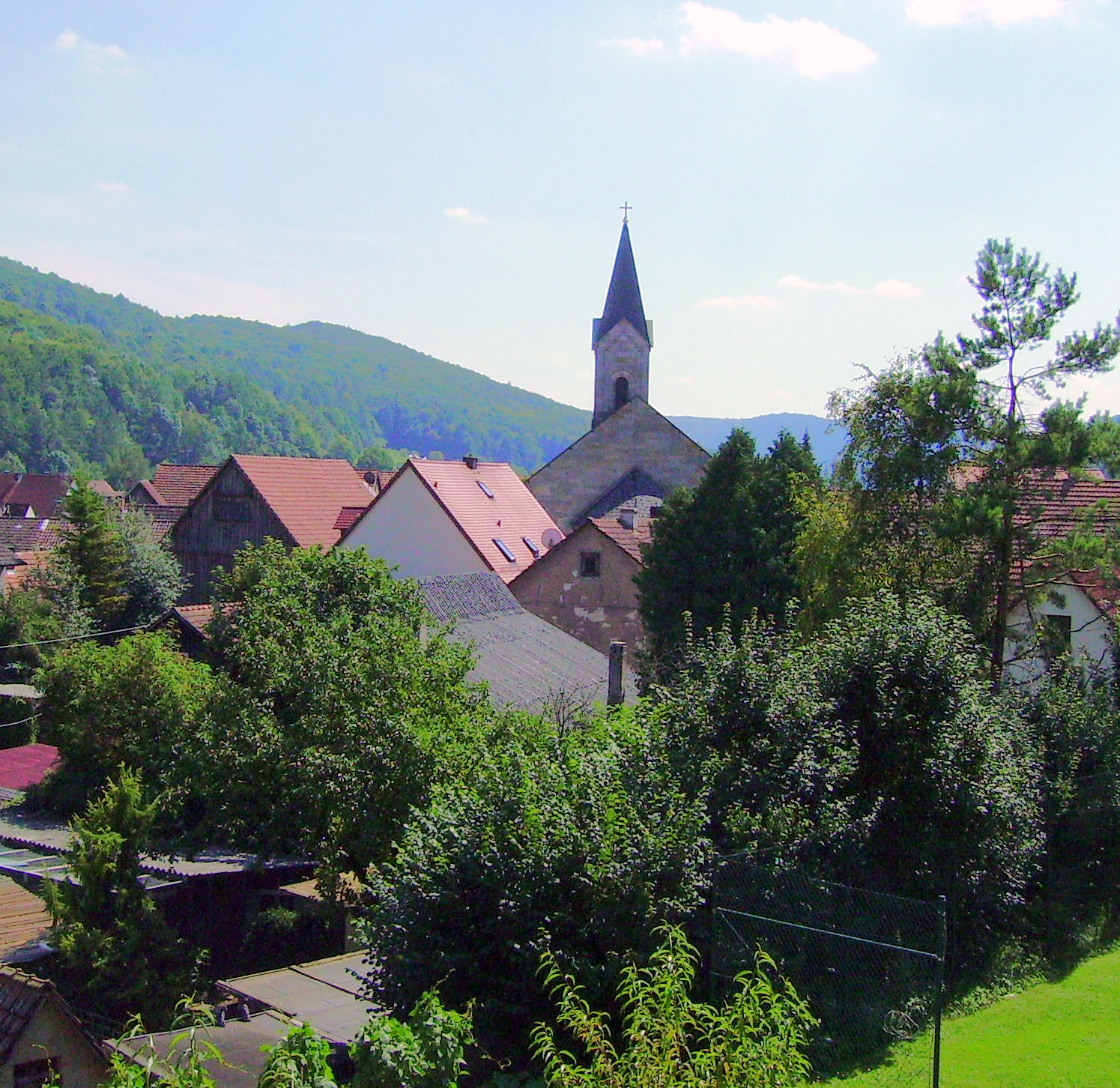
Unterleinleiter

Das Schloss Unterleinleiter in einfachen Barockformen befindet sich am nördlichen Ortsrand in erhöhter Lage. Die Anlage mit dem Park wurde gründlich restauriert. Im Park, der während künstlerischer Aufführungen zugänglich ist, sind zahlreiche, meist moderne Kunstwerke zu besichtigen (unter anderem Skulpturen von Harro Frey).
Im Ortskern steht die katholische Kirche, die evangelische beim Schloss.